# Красностав (Володимирський район)
Красноста́в — село в Україні, у Оваднівській сільській громаді Володимирського району Волинської області.
До 2020 року село мало свій орган місцевого самоврядування — Красноставську сільську раду. Населення становить 371 осіб. Кількість дворів (квартир) — 179, більша частина жилих. З них 1 новий (після 1991 р.).

## Географія
Село розташоване на лівому березі річки Турія.

## Сьогодення
В селі діє Свято-Василівська церква УПЦ МП. Кількість прихожан 64 особи. Працює клуб, бібліотека, фельдшерсько-акушерський пункт, відділення зв'язку, АТС на 46 номерів, торговельний заклад.
В селі доступні такі телеканали: УТ-1, 1+1, Інтер, СТБ, Обласне телебачення. Радіомовлення здійснюють Радіо «Промінь», Радіо «Світязь», Радіо «Луцьк».
Село газифіковане у 2011 році. Дороги з твердим покриттям в задовільному стані. Наявне постійне транспортне сполучення з районним та обласним центрами.

## Історія
Село засноване у 1670 році. До 1963 року носило назву Гнійне (рос. Гнойно).
Красностав належить до стародавніх поселень. У руських літописах за 1152 рік згадується м. Гнойниця «у Волинській землі». Можна припустити, що це і є Гнійне.
У 1906 році село Вербської волості Володимир-Волинського повіту Волинської губернії. Відстань від повітового міста 11 верст, від волості 9. Дворів 124, мешканців 459.
12 червня 2020 року, відповідно до розпорядження Кабінету Міністрів України № 708-р «Про визначення адміністративних центрів та затвердження територій територіальних громад Волинської області», увійшло до складу Оваднівської сільської територіальної громади.
19 липня 2020 року, в результаті адміністративно-територіальної реформи та ліквідації  Володимир-Волинського району(1940—2020), село увійшло до новоутвореного Володимир-Волинського району (від 18 липня 2022 Володимирського).

## Населення
Згідно з переписом УРСР 1989 року чисельність наявного населення села становила 539 осіб, з яких 237 чоловіків та 302 жінки.
За переписом населення України 2001 року в селі мешкало 515 осіб.

### Мова
Розподіл населення за рідною мовою за даними перепису 2001 року:
| Мова       | Відсоток |
| ---------- | -------- |
| українська | 99,81 %  |
| російська  | 0,19 %   |

## Постаті
- Гудим Богдан Іванович (* 1991) — старший лейтенант Збройних сил України, учасник російсько-української війни.

## Галерея

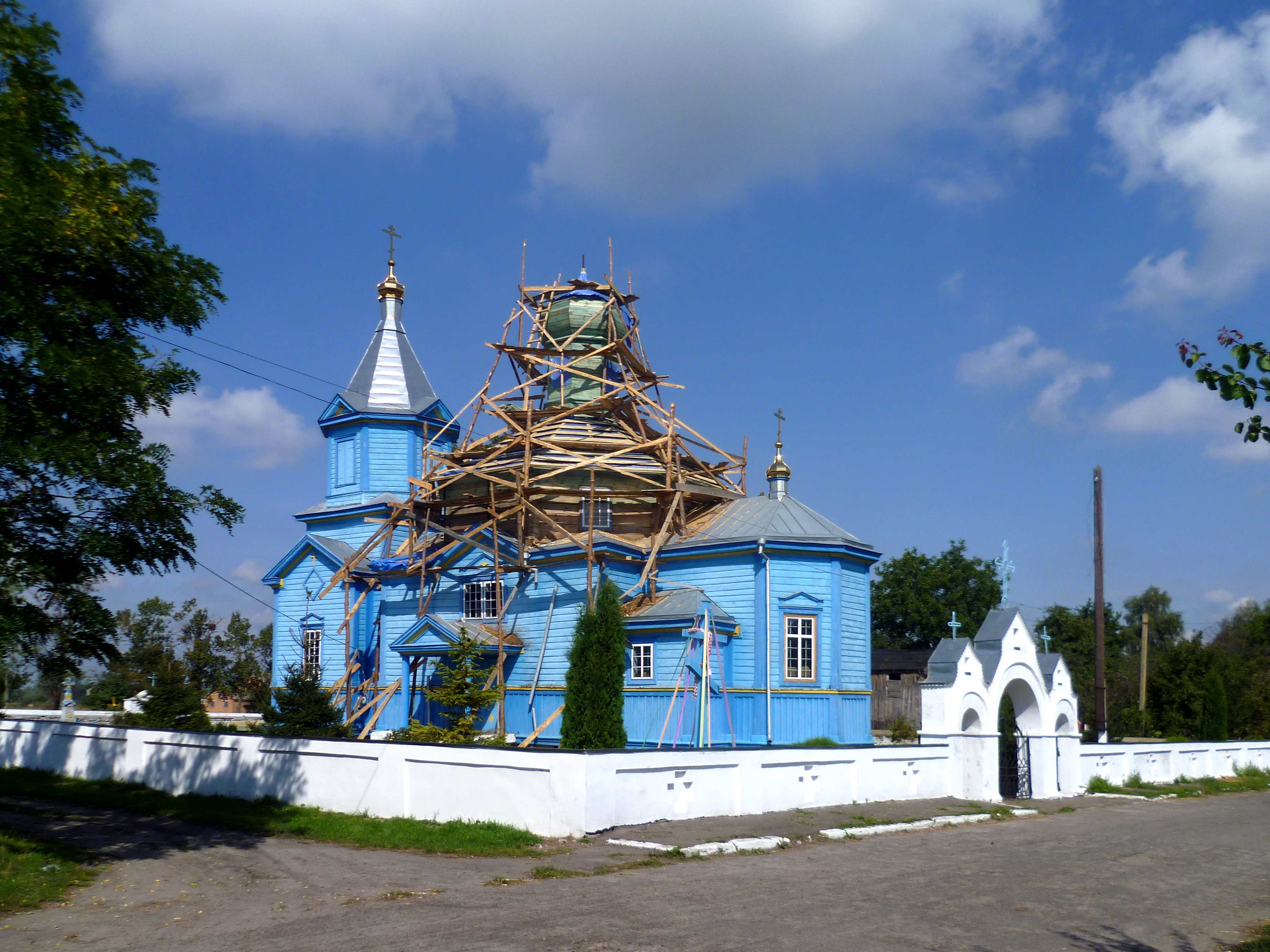
Василівська церква - вигляд з південного сходу у 2014 році
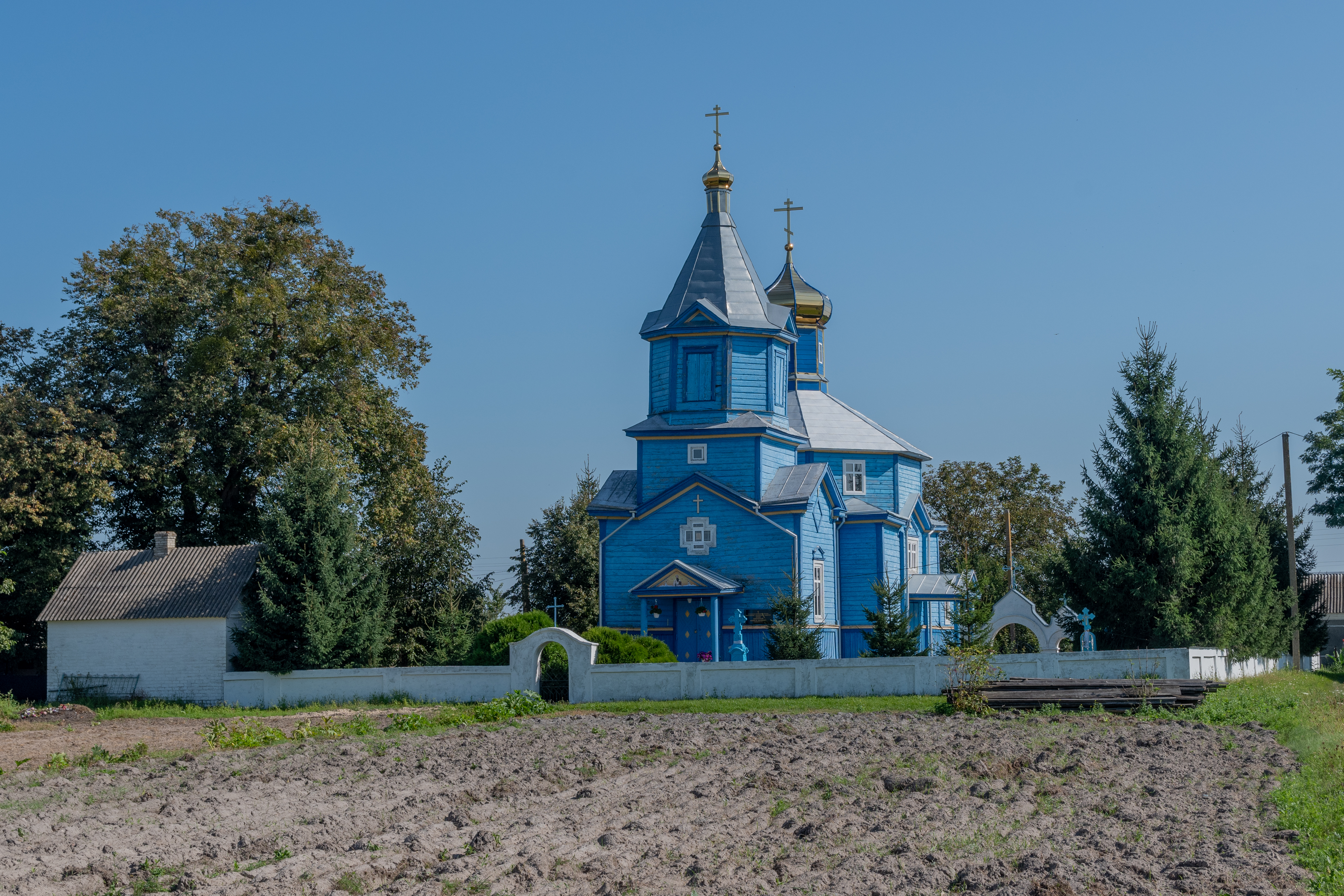
Василівська церква - вигляд із заходу у 2023 році
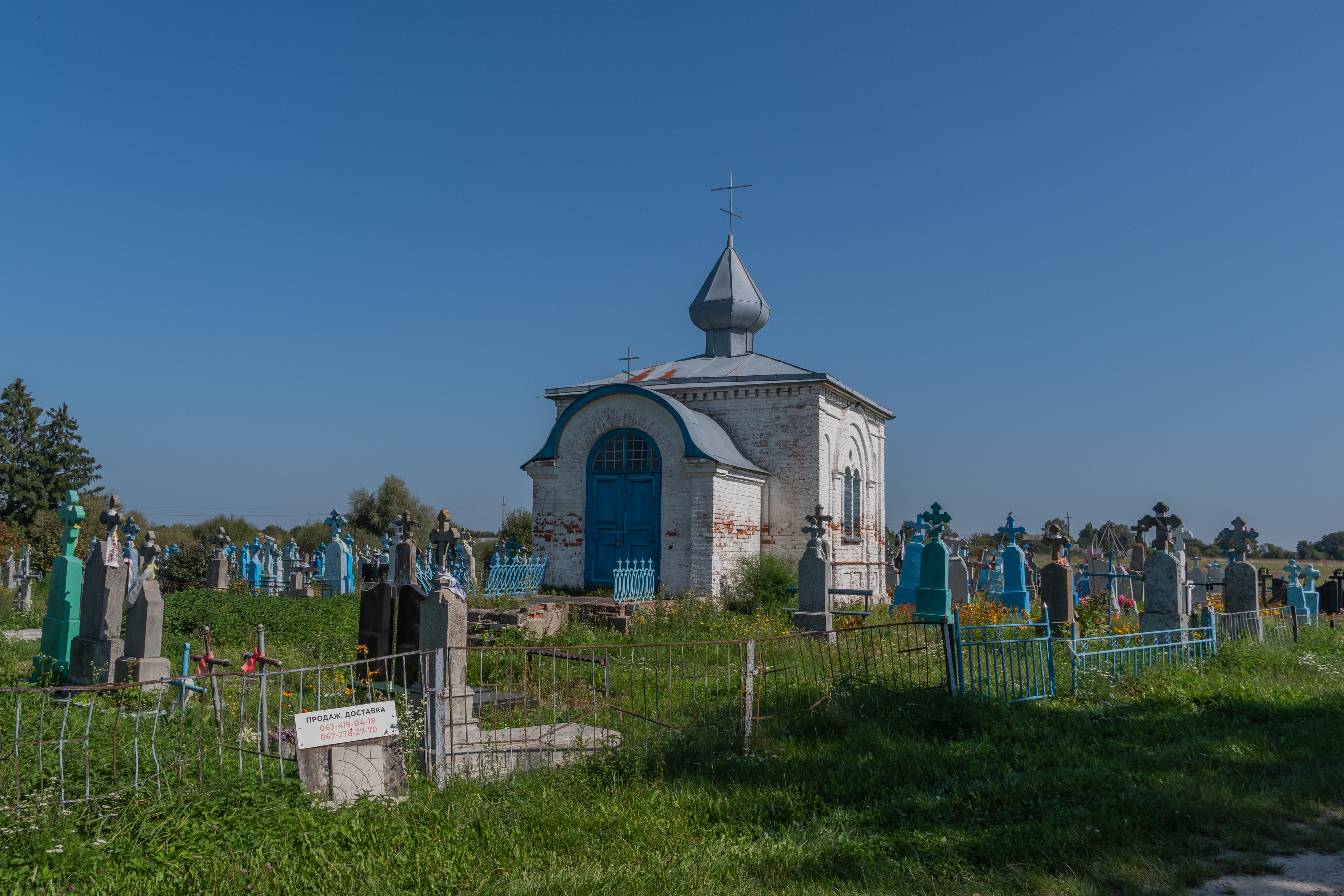
Кладовищенська каплиця (1741 рік)
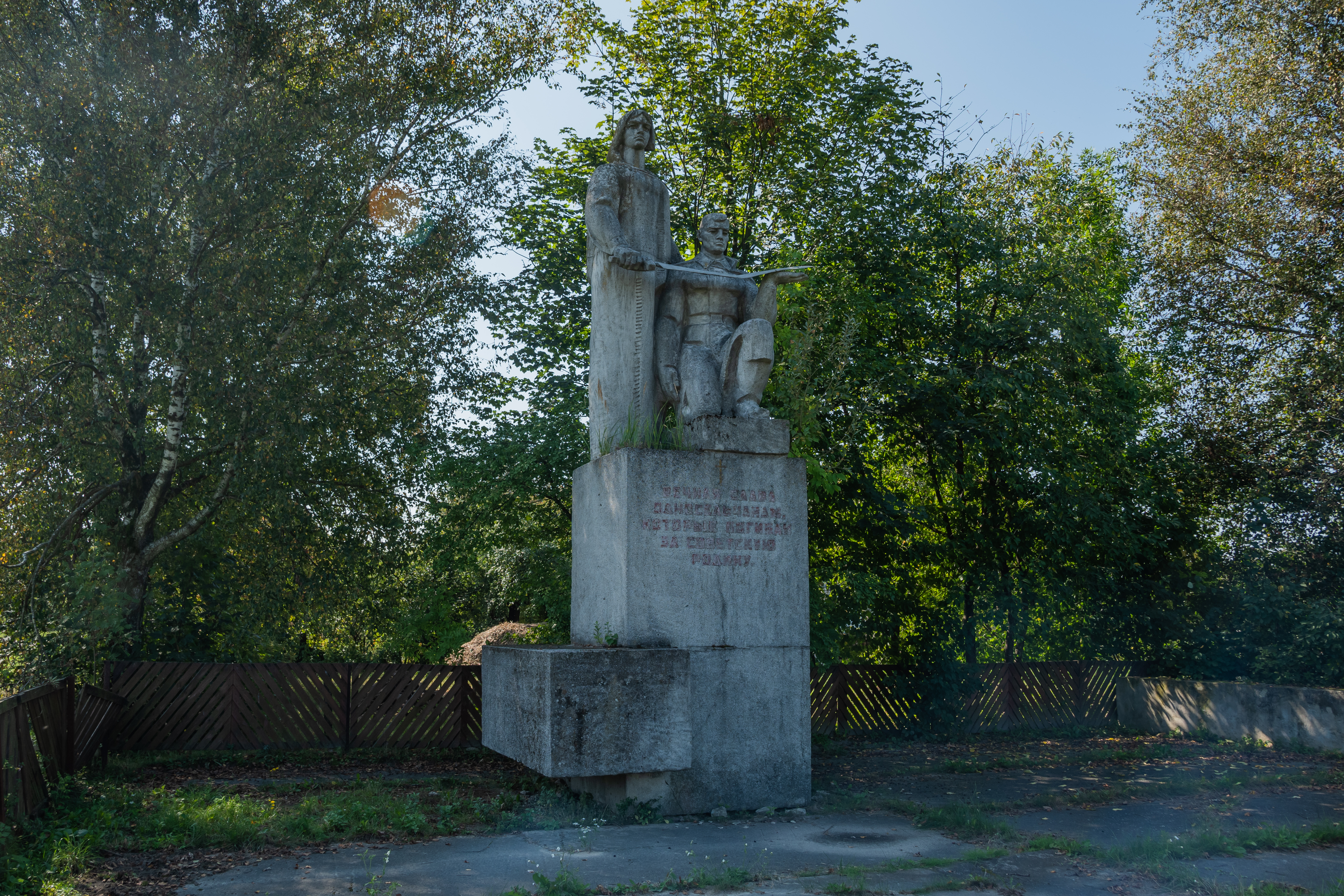
Пам'ятник землякам (1975 рік)
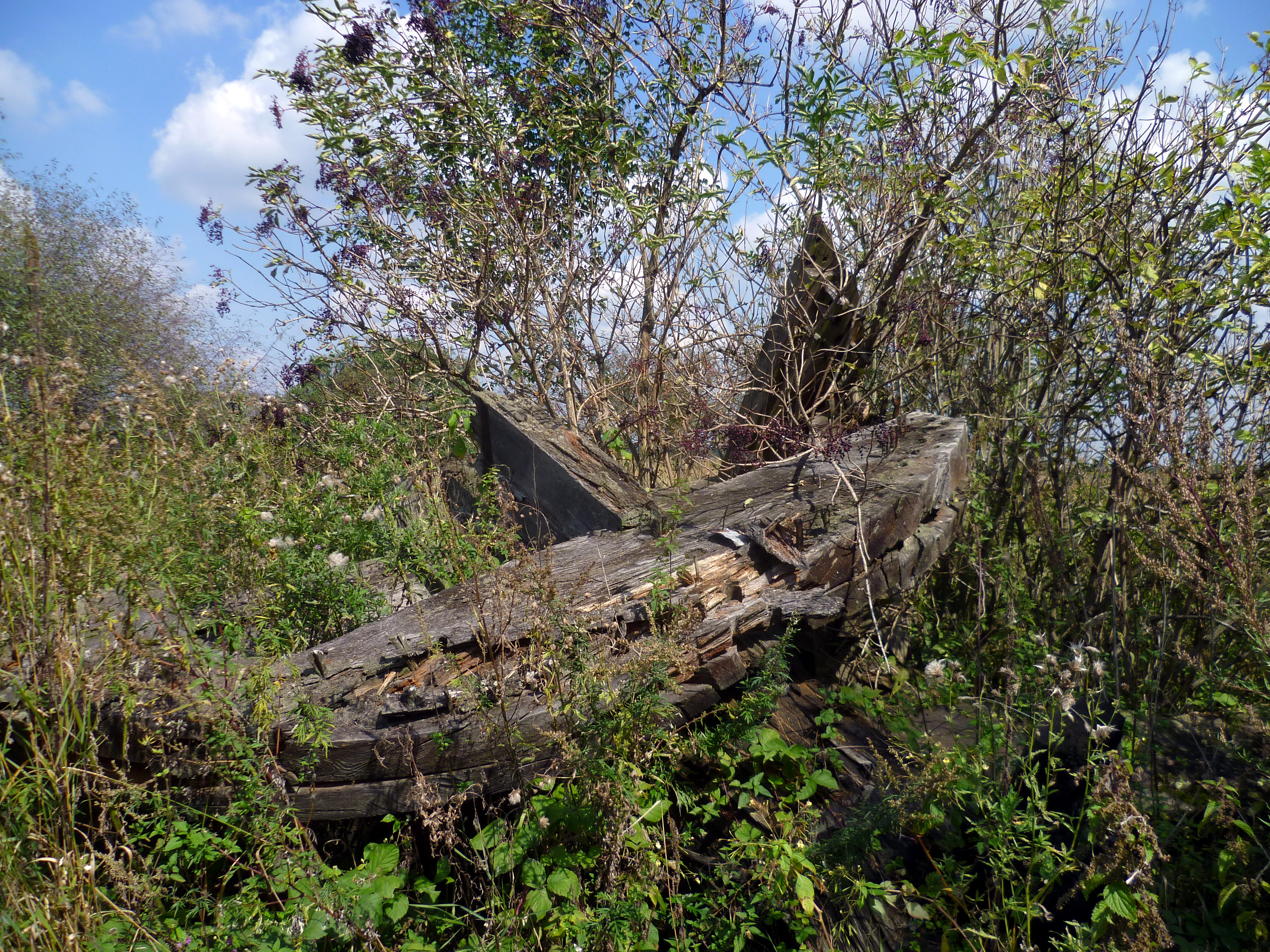
Вітряний млин (дер.) зруйнований (19 ст.)